# Loris Karius
Loris Sven Karius (Biberach an der Riß, 22 giugno 1993) è un calciatore tedesco, portiere dello Schalke 04.

## Biografia
Figlio unico, il padre è un ex campione di motocross, sport che anche Loris ha praticato da piccolo. È legato sentimentalmente dal 2022 alla conduttrice televisiva Diletta Leotta, dalla quale ha avuto una figlia, Aria, il 16 agosto 2023, e con la quale si è sposato il 22 giugno 2024.

## Caratteristiche tecniche
È un portiere agile e reattivo tra i pali, dotato di ottimi riflessi – a cui abbina senso della posizione ed eccellenti mezzi fisici – ed efficace nelle uscite, sia alte che basse.
Avvezzo a respingere i calci di rigore e in grado di guidare con autorevolezza il reparto, interpreta il proprio ruolo in maniera moderna: non limita il proprio raggio d'azione all'area di rigore, ma agisce da sweeper-keeper, costruendo il gioco dalle retrovie.

## Carriera

### Inizi e Magonza

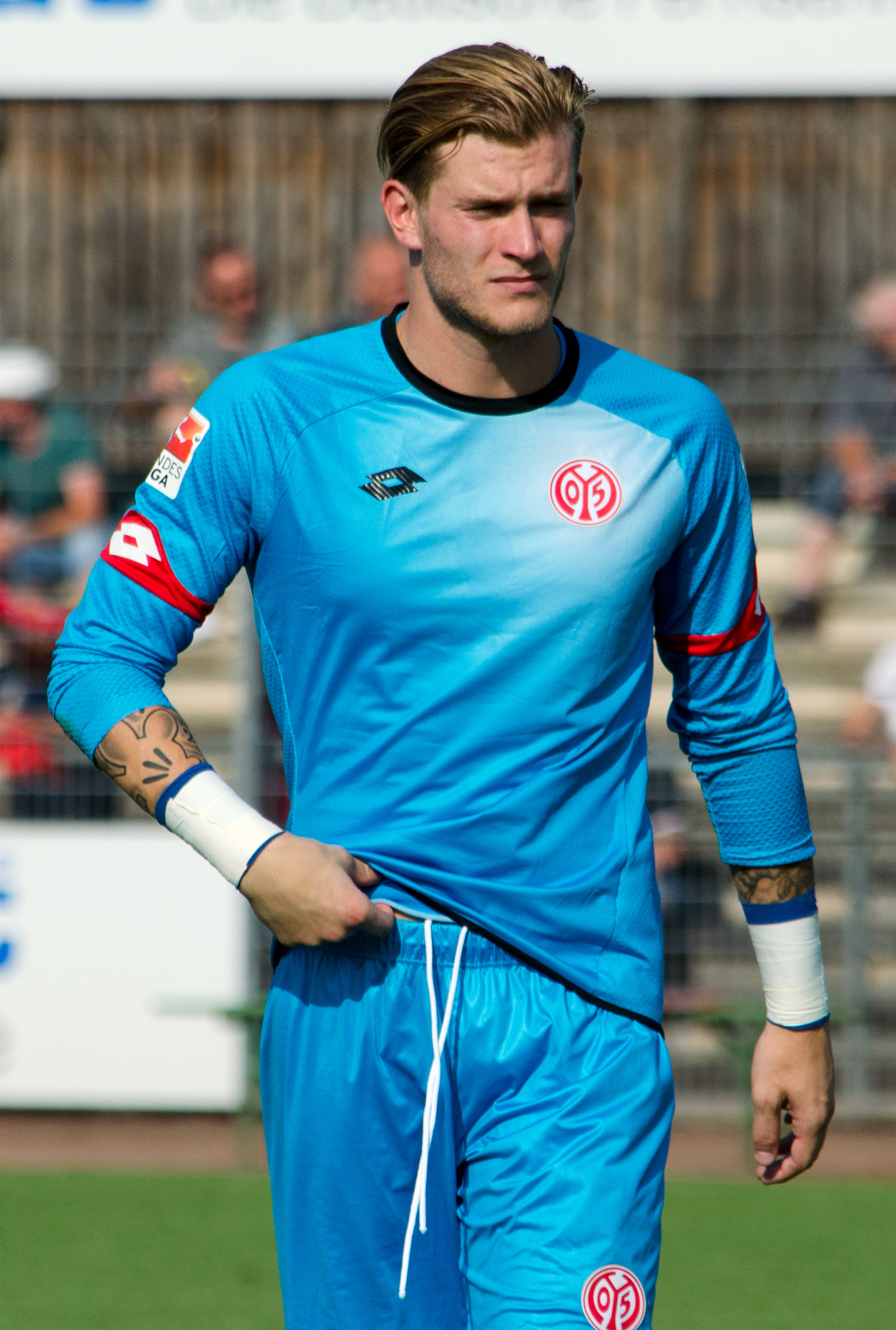
Karius al Magonza nel 2015

Il 1º luglio 2009 – dopo aver trascorso quattro anni allo Stoccarda – viene tesserato dal Manchester City, che lo aggrega al proprio settore giovanile. L'11 gennaio 2012 firma con il Magonza. Il calciatore, in scadenza di contratto e libero di accordarsi a zero con altri club, aveva già trascorso sei mesi in prestito nella società tedesca, giocando nella squadra riserve.
Esordisce in Bundesliga il 1º dicembre 2012 contro l'Hannover 96, subentrando al 52' al posto di Shawn Parker per sopperire all'espulsione rimediata da Christian Wetklo, diventando – all'età di 19 anni, 5 mesi e 9 giorni – il portiere esordiente più giovane nella storia della Bundesliga.

### Liverpool
Il 24 maggio 2016 viene acquistato dal Liverpool in cambio di 4,7 milioni di sterline. Esordisce in Premier League il 24 settembre contro l'Hull City. Schierato inizialmente come titolare dal tecnico Jürgen Klopp, in seguito, complici alcune prove opache, che lo porteranno ad essere oggetto di numerose critiche da parte degli addetti ai lavori, perde il posto a favore di Simon Mignolet. Il 13 settembre 2017 esordisce in Champions League contro il Siviglia (2-2), incontro valido per la prima giornata della fase a gironi.
Il 26 maggio 2018 è protagonista nella finale di UEFA Champions League in cui il Real Madrid sconfigge il Liverpool, compiendo due errori che si riveleranno decisivi, prima uno su Karim Benzema e poi su Gareth Bale, portando il risultato sul 3-1.

### Prestiti a Beşiktaş e Union Berlino
Il 28 agosto 2018 passa in prestito biennale al Beşiktaş. Esordisce nel campionato turco il 2 settembre contro il Bursaspor.
Il 28 settembre 2020 passa in prestito all'Union Berlino, facendo ritorno in Bundesliga dopo quattro anni.

### Ritorno a Liverpool, Newcastle e Schalke 04
Tornato al Liverpool, trascorre una stagione ai margini della rosa, senza mai scendere in campo; il 12 settembre 2022 si accasa a parametro zero al Newcastle Utd, accordandosi inizialmente fino al successivo gennaio e poi fino al termine della stagione. Il 26 febbraio 2023 torna a giocare da titolare una partita, la finale della Coppa di Lega inglese, persa per 0-2 contro il Manchester Utd.
Dopo essere rimasto svincolato dal club bianconero, il 14 gennaio 2025 viene ingaggiato dallo Schalke 04 nella seconda serie tedesca.

## Statistiche

### Presenze e reti nei club
Statistiche aggiornate al 9 agosto 2025.
| Stagione                | Squadra                 | Campionato              | Campionato | Campionato | Coppe nazionali | Coppe nazionali | Coppe nazionali | Coppe continentali | Coppe continentali | Coppe continentali | Altre coppe | Altre coppe | Altre coppe | Totale | Totale |
| Stagione                | Squadra                 | Comp                    | Pres       | Reti       | Comp            | Pres            | Reti            | Comp               | Pres               | Reti               | Comp        | Pres        | Reti        | Pres   | Reti   |
| ----------------------- | ----------------------- | ----------------------- | ---------- | ---------- | --------------- | --------------- | --------------- | ------------------ | ------------------ | ------------------ | ----------- | ----------- | ----------- | ------ | ------ |
| 2011-2012               | Magonza II              | RL                      | 18         | -24        | -               | -               | -               | -                  | -                  | -                  | -           | -           | -           | 18     | -24    |
| 2012-2013               | Magonza II              | RL                      | 6          | -13        | -               | -               | -               | -                  | -                  | -                  | -           | -           | -           | 6      | -13    |
| 2013-2014               | Magonza II              | RL                      | 3          | -5         | -               | -               | -               | -                  | -                  | -                  | -           | -           | -           | 3      | -5     |
| Totale Magonza II       | Totale Magonza II       | Totale Magonza II       | 27         | -42        |                 | -               | -               |                    | -                  | -                  |             | -           | -           | 27     | -42    |
| 2012-2013               | Magonza                 | BL                      | 1          | 0          | CG              | 0               | 0               | -                  | -                  | -                  | -           | -           | -           | 1      | 0      |
| 2013-2014               | Magonza                 | BL                      | 23         | -31        | CG              | 0               | 0               | -                  | -                  | -                  | -           | -           | -           | 23     | -31    |
| 2014-2015               | Magonza                 | BL                      | 33         | -41        | CG              | 1               | -5              | UEL                | 2                  | -3                 | -           | -           | -           | 36     | -49    |
| 2015-2016               | Magonza                 | BL                      | 34         | -42        | CG              | 2               | -2              | -                  | -                  | -                  | -           | -           | -           | 36     | -54    |
| Totale Magonza          | Totale Magonza          | Totale Magonza          | 91         | -114       |                 | 3               | -7              |                    | 2                  | -3                 |             | -           | -           | 96     | -124   |
| 2016-2017               | Liverpool               | PL                      | 10         | -12        | FACup+CdL       | 3+3             | -2 + -2         | -                  | -                  | -                  | -           | -           | -           | 16     | -16    |
| 2017-2018               | Liverpool               | PL                      | 19         | -14        | FACup+CdL       | 1+0             | -1              | UCL                | 13                 | -16                | -           | -           | -           | 33     | -31    |
| 2018-2019               | Beşiktaş                | SL                      | 30         | -39        | TK              | 0               | 0               | UEL                | 5                  | -10                | -           | -           | -           | 35     | -49    |
| 2019-2020               | Beşiktaş                | SL                      | 25         | -29        | TK              | 2               | -6              | UEL                | 5                  | -11                | -           | -           | -           | 32     | -46    |
| Totale Beşiktaş         | Totale Beşiktaş         | Totale Beşiktaş         | 55         | -68        |                 | 2               | -6              |                    | 10                 | -21                |             | -           | -           | 67     | -95    |
| 2020-2021               | Union Berlino           | BL                      | 4          | -1         | CG              | 1               | -3              | -                  | -                  | -                  | -           | -           | -           | 5      | -4     |
| 2021-2022               | Liverpool               | PL                      | 0          | 0          | FACup+CdL       | 0               | 0               | UCL                | 0                  | 0                  | -           | -           | -           | 0      | 0      |
| Totale Liverpool        | Totale Liverpool        | Totale Liverpool        | 29         | -26        |                 | 7               | -5              |                    | 13                 | -16                |             | -           | -           | 49     | -47    |
| 2022-2023               | Newcastle Utd           | PL                      | 0          | 0          | FACup+CdL       | 0+1             | -2              | -                  | -                  | -                  | -           | -           | -           | 1      | -2     |
| 2023-2024               | Newcastle Utd           | PL                      | 1          | -4         | FACup+CdL       | 0               | 0               | UCL                | 0                  | 0                  | -           | -           | -           | 1      | -4     |
| Totale Newcastle United | Totale Newcastle United | Totale Newcastle United | 1          | -4         |                 | 1               | -2              |                    | 0                  | 0                  |             | -           | -           | 2      | -6     |
| gen.-giu. 2025          | Schalke 04              | 2L                      | 4          | -5         | CG              | 0               | 0               | -                  | -                  | -                  | -           | -           | -           | 4      | -5     |
| 2025-2026               | Schalke 04              | 2L                      | 2          | -2         | CG              | 0               | 0               | -                  | -                  | -                  | -           | -           | -           | 2      | -2     |
| Totale Schalke 04       | Totale Schalke 04       | Totale Schalke 04       | 6          | -7         |                 | 0               | 0               |                    | -                  | -                  |             | -           | -           | 6      | -7     |
| Totale carriera         | Totale carriera         | Totale carriera         | 213        | -262       |                 | 14              | -23             |                    | 25                 | -40                |             | -           | -           | 252    | -325   |

## Palmarès

### Club

#### Competizioni nazionali
- Coppa di Lega inglese: 1

Liverpool: 2021-2022
- Coppa d'Inghilterra: 1

Liverpool: 2021-2022